# San Clemente (Chile)
San Clemente – gmina w prowincji Talca w regionie Maule w środkowym Chile.